# Регионален исторически музей (Монтана)
Вижте пояснителната страница за други значения на Регионален исторически музей.
Регионалният исторически музей в Монтана, България е разположен в централната част на града.

## История
Създаден е през 1951 г. под първоначалното наименование „Музей на Септемврийското въстание 1923 г. в гр. Михайловград“ и първата му експозиция е открита на 23.09.1953 г. Наред с прокомунистическата си политическата си ориентация, музеят започва професионално да събира, обработва и популяризира културно-историческото наследство на областта. Музеят организира не само системни археологически разкопки, но и проучване на материалната и духовната култура, която придава уникалния облик на региона. Културни ценности, притежание на музея, са показани в Експозиционната зала, Михайловата къща, археологическата експозиция Лапидариум и Античната крепост. През 2003 г. музеят е удостоен с Почетния знак на Община Монтана.
През 1991 г. музеят се регистрира юридически под днешното си име, деполитизира се и разширява структурата си.

## Експозиция
- „Археология“
- „Етнография“
- „История на България XIV-XIX век“
- „Нова история“
- „Най-нова история“
- „Недвижими паметници на културата“
- „Фондове“
- „Връзки с обществеността“

Днес музеят притежава над 50 000 музейни предмета. Сред тях са 100 броя каменни надписи на латински език в Лапидариума „Каменната библиотека“, копие на откритото в Якимово съкровище, средновековно съкровище от XIV век, златни накити от римската епоха, колекция от стари икони, колекция от стари чипровски килими, оръжейна колекция и др.
В Експозиционната зала на музея е представена изложбата „Монтана в шест хилядолетия – културни акценти“. Колекцията от предмети илюстрира следите на човешко присъствие в района през последните шест хиляди години и вечния стремеж на човека да твори и осъществява себе си от енеолитни времена до изпълнения с противоречия ХХ в.
В Експозиционната зала се подреждат и временни изложби от фонда на Исторически музей – Монтана, както и гостуващи изложби от страната.
Археологическата експозиция на епиграфски паметници от римската епоха е разположена в района на античния град Монтана, върху площ от 700 m², в парковата среда на Попската градина. В непосредствена близост са музейният обект Михайлова къща и православният храм „Св. св. Кирил и Методий“. Обемно-пространствената композиция включва 56 бр. паметници открити в Монтана. Надписите върху мрамора са единствените писмени извори за този провинциален римски град и съдържат ценни сведения за историята и културата на Монтана през II-III в.
Античната крепост се намира на височината „Калето“ или „Градището“ в югозападния край на Монтана, на около 40 м над нивото на града. В резултат на археологическите разкопки са разкрити порта с кула, голяма кула е блестящ пример за крепостно строителство през III – IV в., казармени и други помещения, базилика и зидове от римската епоха, славянски жилища и светилище, както и жилища от каменно-медната епоха в най-долните културни пластове.
Крепостта е разрушена през VI – VII век при някое нападение на авари или славяни. Впоследствие върху развалините и е създадено славянско селище.
От височината „Калето“ се открива изглед на града и на язовир „Огоста“.
Музейният обект Михайлова къща, открит през 1955 г. като къща музей „Христо Михайлов“, е най-старият запазен паметник в архитектурно-строително отношение на територията на гр. Монтана. Намира се в непосредствена близост до православния храм „Св. св. Кирил и Методий“ и археологическата експозиция Лапидариум. В къщата е подредена етнографската експозиция „В света на баба и дядо“, която представя градския и селски бит от края на ХIХ и началото на ХХ в. Запазен е и кът на патрона.

## Музейни обекти

### Експозиционна зала
Адрес: Монтана 3400, ул. „Граф Игнатиев“ №3
Телефон: 096 / 30 54 89
Работно време:
понеделник събота
08.00 12.00; 13.00 17.00

### Михайловата къща и Лапидариум
Телефон: 096 / 30 55 89
Работно време:
понеделник събота
08.00 12.00; 13.00 17.00

### Антична крепост Монтана
Посещение по заявка

### Административна сграда
Адрес: Монтана 3400, ул. Цар Борис III №2
Телефон: 096 / 30 74 81 – Директор
096 / 30 51 56; 096 / 30 72 86 – уредници и администрация
e-mail:bgmontanamuseum@abv.bg

## Галерия
- Лапидариумът
- Якимовското съкровище от I в. пр. Хр. (копие)
- Колекция от Чипровски килими от Исторически музей – Монтана
- Къща музей на Христо Михайлов